# Patricia Obee
Patricia Obee (Victoria, 31 ottobre 1991) è una canottiera canadese.

## Palmarès
- Olimpiadi

Rio de Janeiro 2016: argento nel 2 di coppia pesi leggeri.
- Mondiali

Bled 2011: argento nel 2 di coppia pesi leggeri.
Amsterdam 2014: argento nel 2 di coppia pesi leggeri.
- Mondiali under 23

Bosbaan 2011: bronzo nel BLW1x